# Sempiternal
Sempiternal é o quarto álbum de estúdio da banda de rock britânica Bring Me the Horizon. Foi lançado em 1 de abril de 2013 em todo o mundo através de RCA, um rótulo subsidiário da Sony Music Entertainment, e 2 de abril de 2013 nos Estados Unidos e Canadá através da Epitaph. É o primeiro álbum a apresentar o tecladista Jordan Fish e foi marcado pela saida do guitarrista Jona Weinhofen.
As composições e gravação se deram ao longo de 2012. Sempiternal mostrou a banda com influências diversas, como pós-rock, música eletrônica, música pop e música ambiente. "Sempiternal" é uma palavra arcaica que denota o conceito de "tempo eterno" que nunca pode acontecer.  A palavra latina "sempiternus" (uma concatenação de raiz "semper" e sufixo "aeternum").
O álbum inclui quatro singles: "Shadow Moses", "Sleepwalking", "Go to Hell, for Heaven's Sake" e "Can You Feel My Heart". Estreou em nº3 na UK Album Chart e é seu segundo álbum sucessivo para o topo da ARIA Charts na Austrália. Ele também conseguiu alcançar Nº11 no gráfico da Billboard dos EUA com 27.522 vendas de primeira semana, tornando Sempiternal o maior álbum da banda na América até That's The Spirit que estreou em Nº2 em 2015. Após seu lançamento, o álbum recebeu elogios da crítica.

## Escrita e gravação
"Na maioria dos álbuns nós vamos para algum lugar remoto e gravamos. Não funcionou tão bem para nós desta vez porque gostávamos disso antes, pois estávamos sempre em turnê e precisávamos de um lugar tranquilo para ir. Mas desta vez, tivemos um pouco de tempo para relaxar antes disso, então não precisamos tanto. Demoramos tanto tempo para entrar no processo de composição desta vez porque fizemos uma turnê enorme, e não tínhamos escrito por muito tempo. Cada vez demora um pouco – alguns meses – para encontrar aquela primeira música e ficar tipo "é isso", porque sempre começamos acreditando que este álbum será completamente diferente do último, mas nunca sabemos por que, e nós nunca temos essa visão, mas é sempre sobre encontrar aquela primeira música que vai representar o álbum, e isso nos levou um tempo."

—Oliver Sykes em entrevista.
Em 2012, a banda decidiu interromper suas turnês e aparições na mídia, optando por se concentrar integralmente em escrever e gravar seu próximo álbum. O guitarrista rítmico Jona Weinhofen afirmou "não somos muito bons em se manter motivados para escrever durante uma turnê". O álbum foi escrito no Lake District, seguindo a tradição da banda de favorecer o isolamento durante a escrita de suas músicas. Exemplos anteriores de onde eles escreveram foram Arboga, na Suécia para Suicide Season e a Escócia para There Is a Hell. Eles sentiram que não precisaram tanto do ambiente isolado, já que tiveram alguns meses para descansar após a turnê anterior. No entanto, isso representou um obstáculo para a banda, pois eles tiveram uma pausa muito longa na composição das músicas. O grupo planejava inicialmente começar a gravação do álbum em maio de 2012, porém Sykes acreditava que era muito cedo e que a banda deveria apenas criar demos por alguns meses.

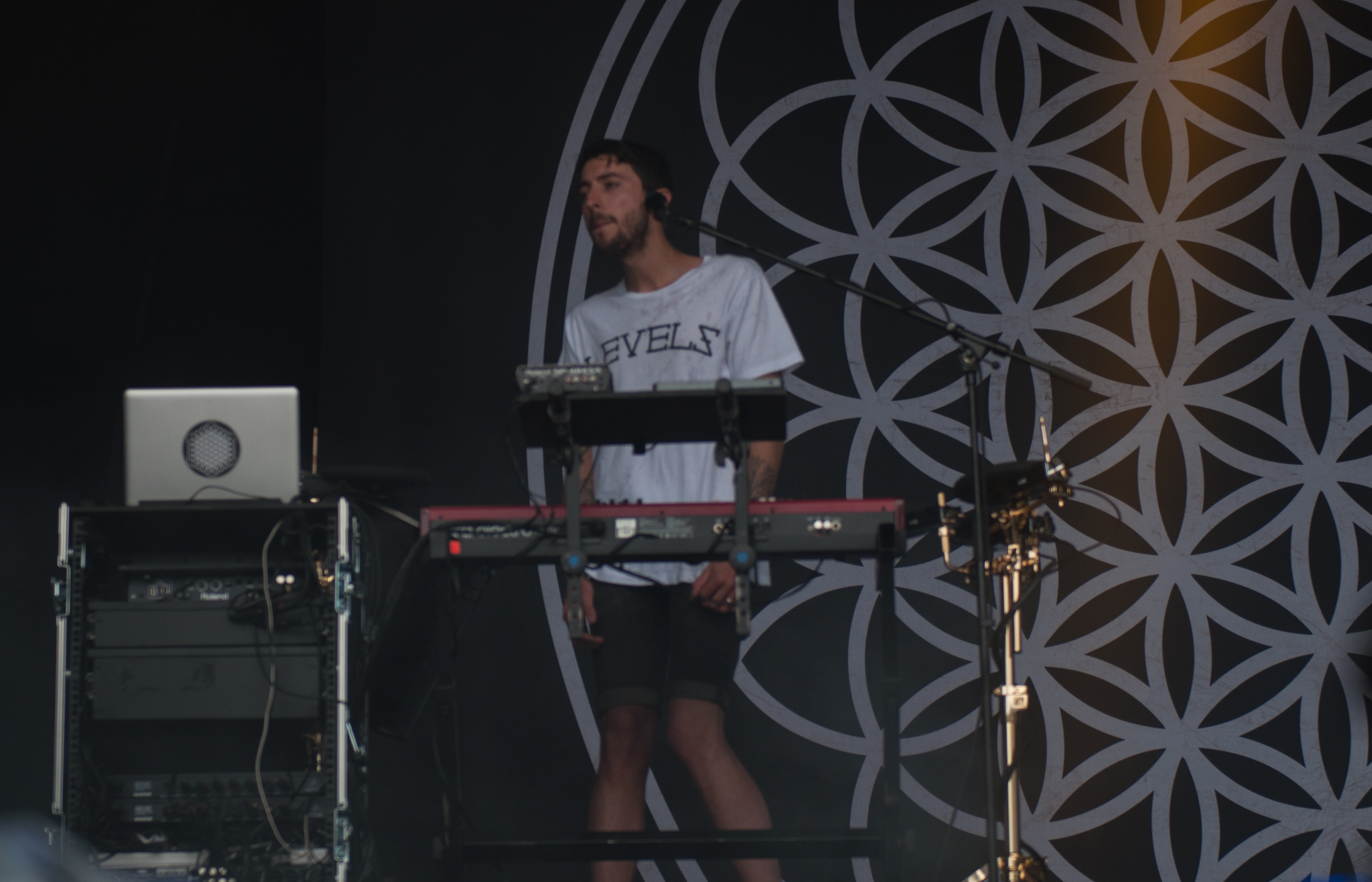
Jordan Fish originalmente se juntou ao grupo como músico suporte. Todavia, cresceu a ponto de ter um papel significativo no som de Sempiternal.

A banda postou diversas imagens gravando em um "estúdio de localização ultra secreta", que mais tarde foi revelado ser o Angelic Studio em Banbury, Oxfordshire. Eles anunciaram que em setembro estariam entrando em estúdio para a pré-produção do álbum. Em entrevista ao The Guardian, Sykes afirmou que a maior parte do álbum foi gravada em seu laptop.
O vocalista Oliver Sykes revelou em entrevista à Kerrang! que Jordan Fish do Worship estava trabalhando em estreita colaboração com Bring Me the Horizon no estúdio, ajudando principalmente a escrever o álbum e contribuindo com a eletrônica. Seu papel se desenvolveu ao longo da composição do álbum, pois originalmente ele estava lá para ser instruído pela banda sobre o que fazer, mas aos poucos começou a ter mais voz na composição do álbum. À medida que prosseguiram, ele acabou se tornando "essencial" para a estrutura do álbum e se tornou "um dos líderes em termos de composição". Sykes contou como Fish, o guitarrista Lee Malia e ele próprio passavam dias escrevendo em sua casa. Durante o desenvolvimento de Sempiternal, Jordan nunca foi anunciado como membro oficial da banda, mas fez uma turnê com a banda em apoio ao álbum. No entanto, no início de 2013, a revista Rock Sound confirmou que Fish havia deixado o Worship e se juntou ao Bring Me the Horizon, que se tornou um sexteto. Em meados de setembro foi anunciado que Terry Date, que é conhecido por seu trabalho com bandas como Deftones, Limp Bizkit e Pantera, seria o produtor do álbum. Sykes disse que admira o trabalho de produção de Date principalmente em White Pony e Chocolate Starfish and the Hot Dog Flavored Water. O cantor acredita que parte do trabalho que Date fez na produção do Bring Me the Horizon faz com que eles soem como uma banda completamente diferente.
Embora a banda já tivesse trabalhado com outros artistas (como a artista de synthpop canadense Lights) dessa vez decidiram não apresentar convidados, exceto os membros da banda de post-rock Immanu El que fizeram vocais de apoio em todo o álbum. Em 3 de novembro de 2012, a banda convidou os fãs e a equipe da marca de roupas de Sykes Drop Dead a entrar no Angelic Studios para gravar vocais de gangue para Sempiternal. Jordan Fish atuou como maestro para a multidão.

## Crítica
| Críticas profissionais | Críticas profissionais |
| Pontuações agregadas   | Pontuações agregadas   |
| Fonte                  | Avaliação              |
| ---------------------- | ---------------------- |
| Metacritic             | (81/100)               |
| Avaliações da crítica  |                        |
| Fonte                  | Avaliação              |
| AbsolutePunk (80%)     |                        |
| AllMusic               |                        |
| BBC (Positive)         |                        |
| The Guardian           |                        |
| NME (8/10)             |                        |
| musicOMH               |                        |
| Shields Gazette (7/10) |                        |
| Sputnikmusic (4/5)     |                        |
| Metal Hammer (9/10)    |                        |

Após o seu lançamento, o álbum foi recebido com aclamação da crítica. No Metacritic, que atribui uma pontuação [[Padrão] normalizado] de 100 para comentários de críticos de música mainstream, o álbum recebeu uma pontuação Média ponderada de 81, com base em 12 avaliações, Que indica "aclamação universal".
Em uma revisão positiva do álbum, Drew Beringer de AbsolutePunk disse que o álbum "tem tanta substância quanto tem estilo."

### Prêmios
| Publicação        | País | Prêmio                                                      | Ano  | Posição |
| ----------------- | ---- | ----------------------------------------------------------- | ---- | ------- |
| Kerrang!          | UK   | The 25 Best Rock Albums of 2013                             | 2014 | 1       |
| Metal Hammer      | UK   | Top 50 Albums of 2013                                       | 2013 | 6       |
| Alternative Press | USA  | 10 Essential Albums of 2013                                 | 2013 | 9       |
| musicOMH          | UK   | Top 100 Albums of 2013                                      | 2013 | 65      |
| Loudwire          | USA  | Best Metal Album of 2013 – 3rd Annual Loudwire Music Awards | 2013 | –       |

## Desempenho comercial
O álbum estreou no Reino Unido no número 3 no UK Albums Chart e o número 1 no UK Rock Chart com mais de 9.000 cópias vendidas em sua primeira semana. Nos EUA, as projeções do álbum que vende entre 24.000 e 27.000 em sua primeira semana foram confirmadas como vendeu sobre 27.000 - conseguindo o 11 no Billboard 200. O álbum vendeu 283.000 cópias nos EUA a partir de agosto de 2015.

## Faixas
| N.º            | Título                          | Duração |  |
| 1.             | "Can You Feel My Heart"         | 3:47    |  |
| 2.             | "The House of Wolves"           | 3:25    |  |
| 3.             | "Empire (Let Them Sing)"        | 3:45    |  |
| 4.             | "Sleepwalking"                  | 3:50    |  |
| 5.             | "Go to Hell, for Heaven's Sake" | 4:02    |  |
| 6.             | "Shadow Moses"                  | 4:03    |  |
| 7.             | "And the Snakes Start to Sing"  | 5:01    |  |
| 8.             | "Seen It All Before"            | 4:07    |  |
| 9.             | "Antivist"                      | 3:13    |  |
| 10.            | "Crooked Young"                 | 3:34    |  |
| 11.            | "Hospital for Souls"            | 6:44    |  |
| Duração total: | Duração total:                  | 44:11   |  |

| Disco bônus de edição deluxe – The Deathbeds EP |                                  |         |  |
| N.º                                             | Título                           | Duração |  |
| 1.                                              | "Join the Club"                  | 3:06    |  |
| 2.                                              | "Chasing Rainbows"               | 4:00    |  |
| 3.                                              | "Deathbeds" (com Hannah Snowdon) | 4:57    |  |

| Faixas bônus de edição japonesa |                                  |         |  |
| N.º                             | Título                           | Duração |  |
| 12.                             | "Join the Club"                  | 3:06    |  |
| 13.                             | "Deathbeds" (com Hannah Snowdon) | 4:57    |  |
| 14.                             | "Sleepwalking" (Instrumental)    | 3:50    |  |

| Faixas bônus da edição deluxe do iTunes |                                                               |         |  |
| N.º                                     | Título                                                        | Duração |  |
| 12.                                     | "Join the Club"                                               | 3:06    |  |
| 13.                                     | "Chasing Rainbows" (Exclusivo da edição deluxe do iTunes EUA) | 4:00    |  |
| 14.                                     | "Deathbeds" (com Hannah Snowdon)                              | 4:57    |  |

## Músicos
Bring Me the Horizon
| - Oliver Sykes – vocais, programação, guitarra - Lee Malia – guitarra, vocais de apoio - Matt Kean – baixo - Matt Nicholls – bateria, percussão - Jordan Fish – teclado, sintetizador, programação, sampler, percussão, vocais de apoio | Produção - Terry Date – produtor - David Bendeth – mixagem - Ted Jensen – masterização |

Músicos convidados
- Capital Voices – coro vocais (Faixas 1, 6 e 10)
- Chris Clad – violino (Faixas 6 e 10)
- Dermot Crehan – violino(Faixas 6 e 10)
- Freddie August – violino(Faixas 6 e 10)
- Peter Hanson – violino(Faixas 6 e 10)
- Alex Balanescu – violino(Faixas 6 e 10)
- Simon Fisher – violino(Faixas 6 e 10)
- Manon Derome – violino(Faixas 6 e 10)
- Virginia Slater – viola (Faixas 6 e 10)
- Katie Wilkinson – viola(Faixas 6 e 10)
- Tim Grant – viola(Faixas 6 e 10)
- Martin Loveday – violoncelo (Faixas 6 e 10)
- Vikki Mathews – violoncelo (Faixas 6 e 10)
- Andy Saiker – vocais adicionais (Faixas 2–7, 9 e 11)
- Ed Fenwick – vocais adicionais (Faixas 2–7, 9 e 11)
- Katherine Parrott – vocais adicionais (Faixas 2–7, 9 e 11)
- Mike Plews – vocais adicionais (Faixas 2–7, 9 e 11)
- Sarah Lewin – vocais adicionais (Faixas 2–7, 9 e 11)
- Nesta Rixon – vocais adicionais (Faixas 2–7, 9 e 11)
- Mara Rixon – vocais adicionais (Faixas 2–7, 9 e 11)
- Reece Coyne – vocais adicionais (Faixas 2–7, 9 e 11)
- Luka Spiby – vocais adicionais (Faixas 2–7, 9 e 11)
- Dave Holland – vocais adicionais (Faixas 2–7, 9 e 11)
- Emma Taylor – vocais adicionais (Faixas 2–7, 9 e 11)
- Jenny Millard – vocais adicionais (Faixas 2–7, 9 e 11)
- Yazmin Beckett – vocais adicionais (Faixas 2–7, 9 e 11)
- Jack Beakhust – vocais adicionais (Faixas 2–7, 9 e 11)
- Glen Brown – vocais adicionais (Faixas 2–7, 9 e 11)
- Demi Scott – vocais adicionais (Faixas 2–7, 9 e 11)
- Julia Beaumont – vocais adicionais (Faixas 2–7, 9 e 11)
- Chloe Mellors – vocais adicionais (Faixas 2–7, 9 e 11)
- Janice Nicholls – vocais adicionais (Faixas 2–7, 9 e 11)
- Damien Bennett – vocais adicionais (Faixas 2–7, 9 e 11)
- Richard Nicholls – vocais adicionais (Faixas 2–7, 9 e 11)
- Corey Leary – vocais adicionais (Faixas 2–7, 9 e 11)
- Tom Sykes – vocais adicionais (Faixas 2–7, 9 e 11)
- Brendan Dooney – vocais adicionais (Faixas 2–7, 9 e 11)
- Chris Stokes – vocais adicionais (Faixas 2–7, 9 e 11)
- Jonathon Shaw – vocais adicionais (Faixas 2–7, 9 e 11)
- Sam Hudson – vocais adicionais (Faixas 2–7, 9 e 11)
- Jade Higgins – vocais adicionais (Faixas 2–7, 9 e 11)
- Brigitta Metaxas – vocais adicionais (Faixas 2–7, 9 e 11)
- Ian Sykes – vocais adicionais (Faixas 2–7, 9 e 11)
- Carol Sykes – vocais adicionais (Faixas 2–7, 9 e 11)
- Daniel Stokes – vocais adicionais (Faixas 2–7, 9 e 11)
- Jack Jones – vocais adicionais (Faixas 2–7, 9 e 11)
- Jordan Rudge – vocais adicionais (Faixas 2–7, 9 e 11)
- Jake O'Neill – vocais adicionais (Faixas 2–7, 9 e 11)
- Brad Wood – vocais adicionais (Faixas 2–7, 9 e 11)
- Alex Fisher – vocais adicionais (Faixas 2–7, 9 e 11)
- Suzanne Malia – vocais adicionais (Faixas 2–7, 9 e 11)
- Dave Malia – vocais adicionais (Faixas 2–7, 9 e 11)
- Gill Malia – vocais adicionais (Faixas 2–7, 9 e 11)
- Ian Middleton – vocais adicionais (Faixas 2–7, 9 e 11)
- Claes e Per Strängberg – vocais adicionais (Faixas 4, 6, 7, 8 e 11)
- Hannah Snowdon – vocal em "Deathbeds"[39]